# Shackerley Marmion
Pour les articles homonymes, voir Marmion.
Shackerley Marmion (janvier 1603 à Aynho dans le South Northamptonshire - début 1639 à Londres), orthographié aussi Shakerley, Shakerly, Schackerley, Marmyon, Marmyun et Mermion, était un poète et un dramaturge anglais qui a vécu pendant les règnes de Jacques Ier et de Charles Ier. Il est souvent classé parmi les « enfants de Ben », un terme qui désigne tous les écrivains de l'époque disciples ou simplement influencés par le style poétique ou dramaturgique de Ben Jonson. Marmion fut aussi l'ami et peut-être le protégé de Thomas Heywood, de plus de trente ans son aîné.

## Biographie

### Ascendants
Shackerkey appartient à une des familles dominantes du Huntingdonshire et du Northamptonshire depuis plusieurs générations. Son père, nommé également Shakerley Marmion, possède le manoir de Aynho près de Brackley, où naît son fils, ainsi qu'une considérable surface de terres. Shakerley Marmion père a étudié à Lincoln's Inn et est chargé le 7 avril 1607 de rechercher d'éventuels biens cachés appartenant à Everard Digby et aux autres conspirateurs du complot des poudres, qui avaient été exécutés l'année précédente. De 1609 à 1610, il est l'escheator pour le Northamptonshire et le Rutland. Mais continuellement endetté, il doit vendre ses parts dans le manoir à Richard Cartwright qui y aménage en 1616, et la famille Marmion est réduite à la pauvreté.

### Scolarité
Shackerley fait ses études à l'école primaire de Thame, et en 1618, il devient étudiant roturier à Wadham College de l'université d'Oxford. Bien qu'il n'y soit pas enregistré avant le 16 février 1620, sa caution est versée dès le 28 avril 1616. Il obtient son B.A. (Bachelor of Arts) le 1er mars 1621, et son M.A. (Master of Arts) le 7 juillet 1625, mais il semble continuer à résider au College jusqu'en octobre 1625.

### Essai dans l'armée
Au sortir de l'université, il tente tout d'abord sa chance comme soldat aux Pays-Bas. Mais la compétition pour les promotions est si grande que Marmion attend en vain un avancement. Finalement après trois campagnes, il abandonne la pique et rentre en Angleterre, où il s'installe comme homme de lettres.

### Carrière littéraire
Ben Jonson le parraine et il devient l'un des « fils » de ce dramaturge chevronné avec Heywood, Thomas Nabbes et Brome. Mais il mène une vie dissolue, et est familier des lieux mal famés de Londres. Le 1er septembre 1629, les assises du Middlesex émettent un acte d'accusation contre lui pour avoir donné un coup d'épée à un certain Edward Moore sur la grand-route de St Giles in the Fields le 11 juillet précédent. Il ne semble pas avoir été arrêté.
Il obtient un certain succès comme dramaturge et poète. Il écrit un poème de plus de deux mille vers, intitulé Cupid and Psyche, qualifié sur la page titre de « poème moral », puis de « poème épique » dans l'édition de 1637. Les vers de recommandation de la préface sont écrits par Richard Brome, Francis Tuckyr, Thomas Nabbes et Thomas Heywood. Marmion écrit aussi de plus petits poèmes, dont une élégie sur Jonson, publiée en 1638, intitulée "A Funeral Sacrifice, to the Sacred Memory of his Thrice-Honored Father, Ben Jonson."
En tant que dramaturge, il est un modeste disciple de Jonson, ses pièces étant cependant populaires sous le règne de Charles Ier. Selon Sidney Lee, ses vers blancs sont fluides, peignant avec vigueur et liberté les vices de la société, mais ses intrigues sont confuses et défectueuses. Sa première pièce, Holland's Leaguer, a été jouée de nombreuses fois à Salisbury Court Theatre (en). Le ton est souvent licencieux, et le quatrième acte se passe devant le Holland's Leaguer, une maison de prostitution bien connue de Londres, qui donne son nom à la pièce. Sa deuxième pièce, intitulée A Fine Companion, est jouée avec succès toujours au Salisbury Court Theatre et à la cour. Sa troisième pièce, The Antiquary, est jouée au Cockpit Theatre par la troupe de la reine. L'intrigue utilise principalement la crédulité de Veterano, un vieux collectionneur de curiosités. Une quatrième pièce, The Crafty Merchant ; or The Souldier Citizen, aujourd'hui disparue, lui a été attribuée.
Certaines de ses pièces ont été rééditées au XVIIIe siècle par Walter Scott, par James Dodsley (en), ainsi que par Maidment.

### Retour à la vie militaire et mort
Sir John Suckling, qui avait aussi servi aux Pays-Bas sous le commandement de Gustave II Adolphe de Suède rentre à son tour en Angleterre, où il lève, avec ses fonds propres et pour le service du roi, un régiment de cavalerie si bien doté, que le coût en est estimé à 12 000 £. Marmion, qui connaît sir John, y est engagé, et le régiment se rend en Écosse, participant à la funeste expédition contre les Covenantaires écossais lors de la première guerre des évêques. Mais Marmion ne va pas plus loin que York, où il tombe malade. Grâce aux soins de son ami et frère d'armes, John Suckling, il est ramené par courtes étapes jusqu'à Londres, où il meurt au début de l'année 1639.
Il est enterré à l'église de St Bartholomew-the-Great à Smithfield.

## Œuvres
- Cupid and Psyche, poème épique
- Holland's Leaguer, comédie (1632)
- Fine Companion, comédie (1633)
- Antiquary, comédie (1641)
- The Crafty Merchant ; or The Souldier Citizen